# Alessio (equipo ciclista)
El Alessio, constituido en sus inicios como Ballan, fue un equipo ciclista italiano existente entre 1998 y 2004.

## Historia del equipo

### Origen y creación
Tras la desaparición de la estructura Gewiss/Batik en 1997, la compañía Ballan (que ya había sido patrocinadora de la extinta formación) puso en marcha un nuevo equipo ciclista para la temporada 1998. La nueva escuadra estaría dirigida por Flavio Miozzo, quien ya había actuado en la desaparecida formación como auxiliar de Emanuele Bombini.

## Material ciclista
El equipo usó las siguientes bicicletas:
- Scapin
- De Rosa
- Bianchi

## Palmarés destacado

### Grandes Vueltas
- Giro de Italia
  - 2001: 2 etapas Pietro Caucchioli
  - 2003: 1 etapa Fabio Baldato

- Vuelta a España
  - 2002: 2 etapas Angelo Furlan

### Otras carreras
- Tirreno-Adriático
  - 1998: 1 etapa Gabriele Colombo
  - 2001: 2 etapas Endrio Leoni
  - 2002: 1 etapa Franco Pellizotti
  - 2003: 1 etapa Ruggero Marzoli

- Vuelta a Suiza
  - 1999: 1 etapa Gilberto Simoni

- Tour de Romandía
  - 2003: 1 etapa Laurent Dufaux

### Clásicas
- París-Roubaix
  - 2004: Magnus Bäckstedt

## Plantilla

### Principales ciclistas
| - Magnus Bäckstedt (2004) - Fabio Baldato (1999, 2003-2004) - Stefano Casagranda (2000-2003) - Pietro Caucchioli (2001-2004) - Laurent Dufaux (2002-2003) - Ivan Gotti (2001-2002) | - Nicola Loda (1998-1999) - Franco Pellizotti (2001-2004) - Gilberto Simoni (1999) - Massimo Strazzer (2000) - Andrea Tafi (2004) - Matteo Tosatto (1998-1999) |

## Clasificación UCI
| Año  | Pos.      | Mejor clasificación individual |
| ---- | --------- | ------------------------------ |
| 1998 | 23º       | Rodolfo Ongarato (124.º)       |
| 1999 | 2º (GSII) | Gilberto Simoni (26º)          |
| 2000 | 9º (GSII) | Endrio Leoni (147.º)           |
| 2001 | 1º (GSII) | Aleksandr Shefer (92.º)        |
| 2002 | 14º       | Laurent Dufaux (45.º)          |
| 2003 | 12º       | Fabio Baldato (53.º)           |
| 2004 | 20º       | Franco Pellizotti (44.º)       |